# Доманьяно (футбольный клуб)
«Доманьяно» — сан-маринский футбольный клуб из города Доманьяно. Основан в 1966 году Марчело Казадеи и Чезаро Симончини — людьми, ранее работавшими в клубной структуре «Сан-Джованни». Первые успехи «Доманьяно» связаны с итальянским бизнесменом Паоло Бакалатто, который привлёк к управлению клубом наиболее квалифицированных на тот момент специалистов, а также предоставил новое помещение под клубный офис [1].
Последний на данный момент Чемпионат Сан-Марино по футболу «Доманьяно» выиграл в сезоне 2004-05, в финале обыграв футбольный клуб «Мурата» со счётом 2:1. Как чемпион Сан-Марино, «Доманьяно» трижды участвовал в Кубке УЕФА, но постоянно вылетал на первой же отборочной стадии. Одними из самых принципиальных соперников для «Доманьяно» являются «Пеннаросса» и «Либертас».
В настоящее время команда играет в группе А чемпионата Сан-Марино по футболу.

## Символика
Клубные цвета — красный и жёлтый — взяты с символики Доманьяно. На эмблеме клуба изображена гора Монте-Титано и голова волка (название главного населённого пункта города-коммуны — Монтелупо — в переводе на русский означает «Волчья гора»).

## Достижения
- Чемпион Сан-Марино (4): 1988/89, 2001/02, 2002/03, 2004/05
- Обладатель Кубка Сан-Марино (8): 1972, 1988, 1990, 1992, 1996, 2001, 2002, 2003
- Обладатель Суперкубка Сан-Марино (3): 1990, 2001, 2004

## Выступления в Кубке УЕФА
| Турнир     | Матчи | В | Н | П | МЗ | МП |
| ---------- | ----- | - | - | - | -- | -- |
| Кубок УЕФА | 6     | - | - | 6 | -  | 22 |

## Кубок УЕФА
| Сезон   | Турнир     | Раунд                   | Страна   | Клуб     | Дома | В гостях | Всего |
| ------- | ---------- | ----------------------- | -------- | -------- | ---- | -------- | ----- |
| 2002-03 | Кубок УЕФА | Предварительный раунд   | Чехия    | Виктория | 0-2  | 0-3      | 0-5   |
| 2003-04 | Кубок УЕФА | Предварительный раунд   | Россия   | Торпедо  | 0-4  | 0-5      | 0-9   |
| 2005-06 | Кубок УЕФА | Первый отборочный раунд | Словения | Домжале  | 0-5  | 0-3      | 0-8   |

## Руководство и тренерский штаб (сезон 2011-12)
- Лео Марино Гасперони — президент
- Фабио Пискалья — вице-президент
- Симоне Челли — управляющий менеджер
- Паоло Донати — управляющий менеджер
- Федерико Донати — управляющий менеджер
- Массимо Росси — управляющий менеджер
- Никола Баччокки — спортивный директор
- Паоло Джакобби — секретарь
- Энрико Мендо — и.о главного тренера
- Андреа Санти — массажист
- Карло Казадеи — тренер вратарей
- Стефано Берти — тренер по физподготовке